# Конищево (Вологодский район)
Конищево — деревня в Вологодском районе Вологодской области.
Входит в состав Спасского сельского поселения, с точки зрения административно-территориального деления — в Спасский сельсовет.
Расстояние по автодороге до районного центра Вологды — 11 км, до центра муниципального образования Непотягово — 1 км. Ближайшие населённые пункты — Можайское, Котельниково, Авдотьино, Юрово.

## Население
| 2010 |
| ---- |
| 4    |

По переписи 2002 года население — 2 человека.